# Sexuelle Belästigung

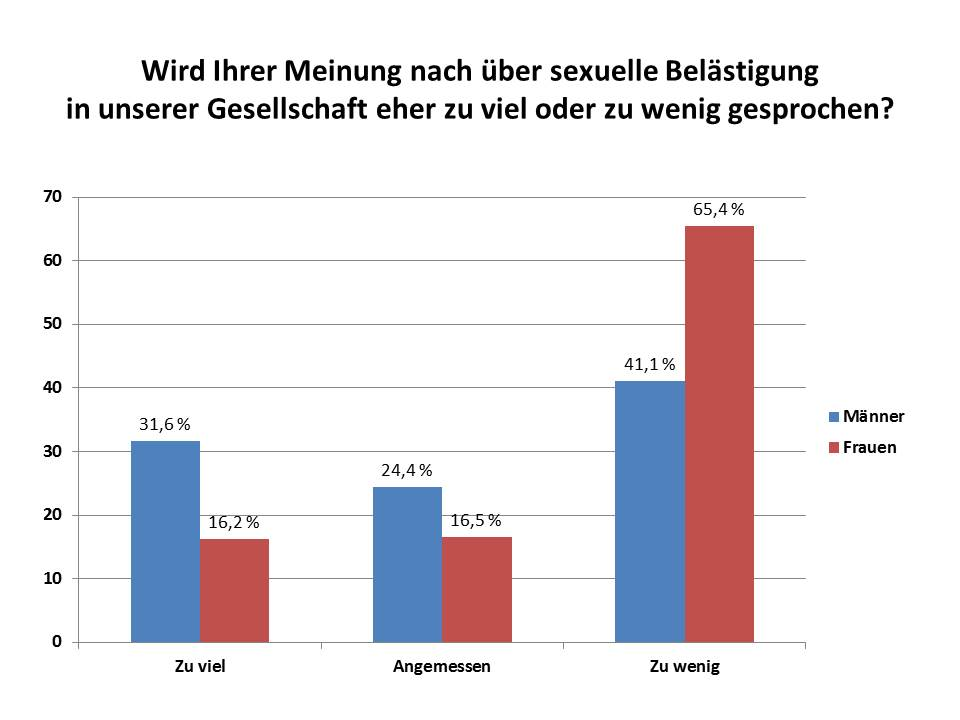
Umfrage zur Thematisierung sexueller Belästigung in Deutschland nach Geschlecht, aus dem Jahr 2017

Sexuelle Belästigung ist ein konkretes, sexuell bestimmtes Verhalten, das unerwünscht ist und durch das sich eine Person unwohl und in ihrer Würde verletzt fühlt. Als sexuelle Belästigung gelten unter anderem sexualisierende Bemerkungen und Handlungen, die entwürdigend bzw. beschämend wirken, unerwünschte körperliche Annäherung, Annäherungen in Verbindung mit Versprechen von Belohnungen und/oder Androhung von Repressionen. Damit ist sie unter anderem ein Mittel zur Machtausübung, bei dem Machtgefälle bzw. Abhängigkeitsverhältnisse einseitig sexualisiert und damit aufrechterhalten werden.
Sexuelle Belästigung gehört zur „breiten Palette von Einzelphänomenen“, die unter dem „Oberbegriff“ des Sexismus zusammengefasst werden. In der Alltagssprache werden die Begriffe „sexuelle Belästigung“ und „Sexismus“ fälschlicherweise oftmals als gleichbedeutend (synonym) verwendet. Sie ist abzugrenzen von sexuellem Missbrauch sowie körperlicher Gewaltanwendung.
Sexuelle Belästigung ist in den meisten westlichen Ländern ein Straftatbestand. Außerdem gilt sie als Diskriminierung und ist damit unter anderem im Sinne des Arbeitsrechts rechtswidrig.
Als Opfer sexueller Belästigung betroffen sind Frauen (je nach Umfrage 28–58 %) wesentlich häufiger als Männer (ca. 10 %). Unabhängig vom Geschlecht des Opfers sind die Täter meist einzelne Männer, Gruppen von Männern, gemischtgeschlechtliche Gruppen und nur selten Frauen. In der öffentlichen Debatte lässt der Effekt der Täter-Opfer-Umkehr dagegen vielfach das Bild entstehen, dass Männer und Frauen gleichermaßen Opfer und Täter sind.

## Vorkommen
Sexuelle Belästigung kann in allen Lebenslagen vorkommen. Besonders kritisch bewertet wird sie in Abhängigkeitsverhältnissen wie etwa am Arbeitsplatz, im Bildungsbereich oder im Rahmen eines ärztlichen Betreuungsverhältnisses.

### Sexuelle Belästigungen in der Arbeitswelt

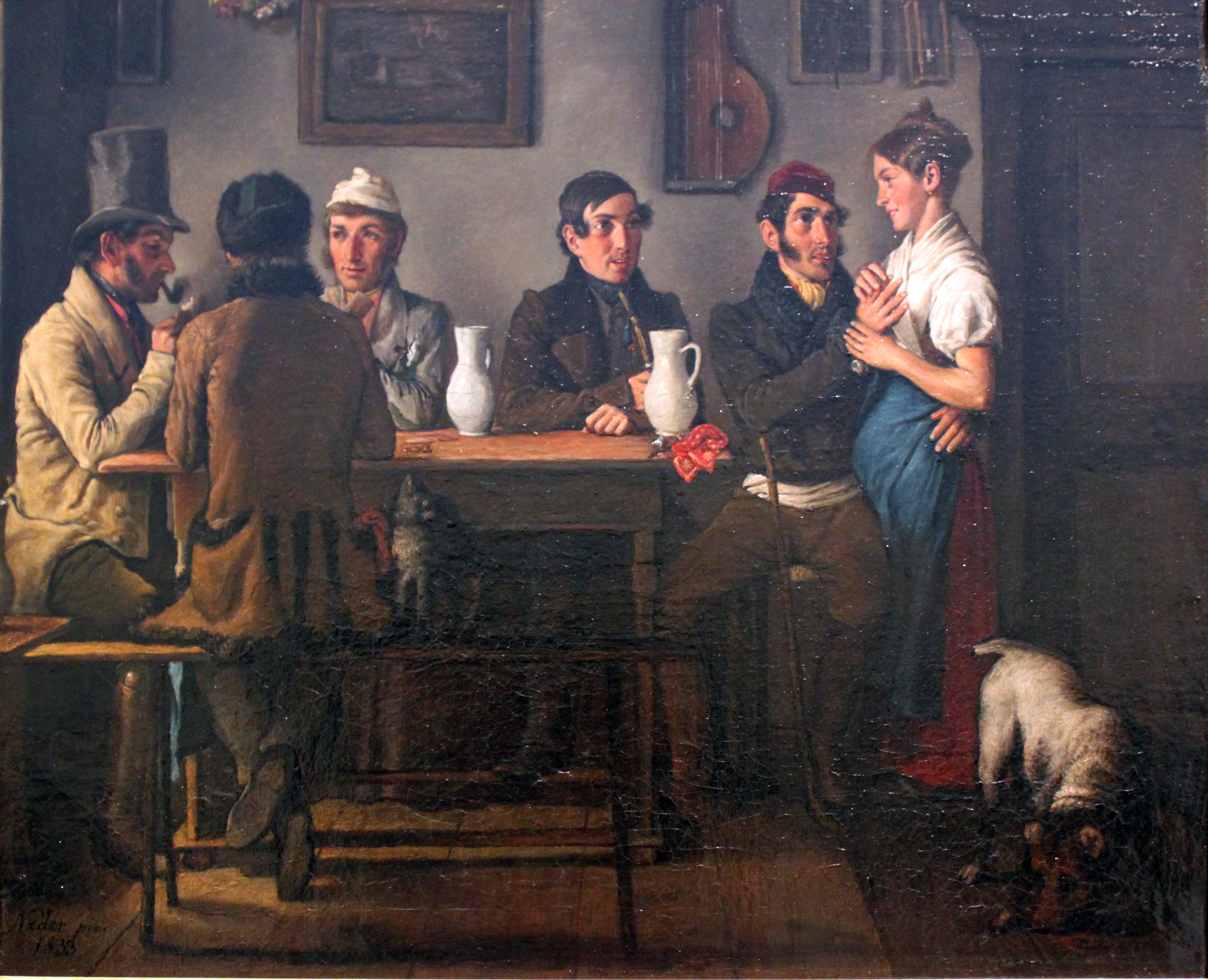
Johann Michael Neder, Im Gasthof, 1833, Germanisches Nationalmuseum in Nürnberg

Eine im Jahr 2007 in der Schweiz durchgeführte Untersuchung ergab, dass sich 28 Prozent der befragten Frauen und 10 Prozent der Männer im Verlauf ihres bisherigen Arbeitslebens sexuell belästigt oder durch entsprechendes Verhalten gestört gefühlt hatten.  Belästigende Situationen für Frauen gingen zu drei Vierteln von Männern aus (meist von einzelnen Männern, manchmal von Gruppen von Männern). Frauen hätten häufig auch von belästigendem Verhalten von gemischten Gruppen (Männer und Frauen) und selten von belästigendem Verhalten von Frauen berichtet. Männer gäben an, dass die belästigenden Situationen zu rund der Hälfte von Männern (einzeln oder in Gruppen) ausgingen, zu rund einem Viertel von Frauen und zu einem weiteren Viertel von gemischten Gruppen. In erster Linie seien es Arbeitskollegen, die sich belästigend verhielten. Vielfach sei es auch die Kundschaft. An dritter Stelle stünden die Vorgesetzten. Frauen berichteten viel häufiger als Männer von belästigendem Verhalten durch Vorgesetzte. Männer hingegen verwiesen öfter als Frauen auf belästigendes Verhalten durch Untergebene.
Gemäß einer im Auftrag der Europäischen Kommission durchgeführten Studie sind etwa 40 bis 50 % der weiblichen und etwa 10 % der männlichen Arbeitnehmer schon einmal Ziel sexueller Belästigung gewesen.
Noch unerforscht und sehr wenig im gesellschaftlichen Diskurs verankert ist die sexuelle Belästigung freiberuflich tätiger Männer und Frauen durch Auftraggeber oder Investoren. In Ermangelung eines arbeitsrechtlich gefassten Arbeitsplatzes und der damit verbundenen Schutzmöglichkeiten bewirkten die Vergehen an Freiberuflern letzten Endes eine systematische Benachteiligung der Opfer bis zum kompletten Ausschluss aus der Gruppe der Auftragnehmer; zu diesem Schluss kam die amerikanische Juristin und Journalistin Wendy Kaminer. 2017 berichtete eine größere Gruppe von Start-up-Unternehmerinnen aus dem Silicon Valley in der New York Times von sexueller Belästigung durch Investoren.

### Sexuelle Belästigungen in Schule und Sport
Im Bereich von Schule und Sportvereinen kann es zu sexuellen Belästigungen, sexualisierter Gewalt oder auch zu sexuellem Missbrauch von Kindern und von Jugendlichen (siehe auch sexueller Missbrauch von Schutzbefohlenen) kommen. Der Begriff der sexuellen Belästigung wird dabei ggf. weit gefasst. So stufen zum Beispiel ergänzende Richtlinien für die Schulen in der Stadtgemeinde Bremen von 2013 nicht nur in Anlehnung an § 3 Abs. 4 AGG definierte Handlungen, sondern auch weitere Handlungen als sexuelle Belästigung ein.
Die Swiss Olympic Association unterscheidet zwischen eindeutigen Formen, welche strafbare Handlungen darstellen, und subtilen Formen von sexuellen Übergriffen und sexuellen Belästigungen. Zu letzteren zählt sie folgende Handlungen: das Kommentieren der körperlichen Entwicklung, unangemessene Aufklärung, Voyeurismus, sexistische abwertende Sprache, sexuelle Annäherung, unnötige Körperkontakte sowie anzügliche Blicke und Bemerkungen.

### Sexuelle Belästigungen im ärztlichen Betreuungsverhältnis
Nach Schweizer Schätzungen begehen rund 10 Prozent der männlichen Ärzte sexuelle Belästigungen. Bei Ärztinnen liege der Anteil viel niedriger. Alle medizinischen Fachgebiete seien betroffen. Besonders hoch sei der Anteil der Täter mit 15 Prozent unter den Psychiatern, Gynäkologen und Allgemeinpraktikern. 80 Prozent der Täter seien Wiederholungstäter.

### Sexuelle Belästigungen im öffentlichen Raum
Im Zuge der massiven sexuellen Übergriffe in der Silvesternacht 2015/16 rückte im deutschsprachigen Raum das Phänomen der Belästigung im öffentlichen Raum in den Mittelpunkt der Diskussionen in Medien und Politik. Als Gegenstand der Wissenschaft war das Thema in Deutschland bisher weitgehend unerforscht, auch in der Kriminalstatistik gab es nur relativ wenige Fälle. In Folge des plötzlich entstandenen Problembewusstseins wiesen Rechtsexperten auf bestehende Gesetzeslücken und mögliche Reformansätze hin. Das Jahresprotokoll 2024 einer 17-jährigen Frau zeigt auf, was das konkret heißen kann.

## Rechtslage

### Europäische Union
In dieser Richtlinie des Europäischen Parlaments und des Rates vom 5. Juli 2006, deren Ziel die Sicherstellung der „Verwirklichung des Grundsatzes der Chancengleichheit und Gleichbehandlung von Männern und Frauen in Arbeits- und Beschäftigungsfragen“ ist, wird in Artikel 2 (Begriffsbestimmungen), Absatz 1, Buchstabe d „sexuelle Belästigung“ definiert als „jede Form von unerwünschtem Verhalten sexueller Natur, das sich in unerwünschter verbaler, nicht-verbaler oder physischer Form äußert und das bezweckt oder bewirkt, dass die Würde der betreffenden Person verletzt wird, insbesondere wenn ein von Einschüchterungen, Anfeindungen, Erniedrigungen, Entwürdigungen und Beleidigungen gekennzeichnetes Umfeld geschaffen wird“.

### Deutschland

#### Straftatbestand

##### Wortlaut und Deliktscharakter
Der Wortlaut des (§ 184i StGB) lautet:
(1) Wer eine andere Person in sexuell bestimmter Weise körperlich berührt und dadurch belästigt, wird mit Freiheitsstrafe bis zu zwei Jahren oder mit Geldstrafe bestraft, wenn nicht die Tat in anderen Vorschriften dieses Abschnitts mit schwererer Strafe bedroht ist.
(2) In besonders schweren Fällen ist die Freiheitsstrafe von drei Monaten bis zu fünf Jahren. Ein besonders schwerer Fall liegt in der Regel vor, wenn die Tat von mehreren gemeinschaftlich begangen wird.
Aufgrund seiner Mindeststrafandrohung unter einem Jahr Freiheitsstrafe stellt die Sexuelle Belästigung ein Vergehen dar. Daher sind nach § 23 Abs. 1 StGB der Versuch und nach § 30 Abs. 1 und 2 StGB der Versuch der Beteiligung nicht strafbar.

##### Gesetzesgeschichte und Tatbestand
Sexuelle Belästigung als eigener Straftatbestand ist mit dem Gesetz zur Verbesserung des Schutzes der sexuellen Selbstbestimmung vom 10. November 2016 eingeführt worden.
Der Straftatbestand betrifft nur Belästigungen, die mit körperlicher Berührung einhergehen. Rein verbale Belästigungen werden von dem Straftatbestand nicht erfasst.
Vor der Einführung des Straftatbestands Sexuelle Belästigung waren einschlägige Handlungen nur in besonderen Fällen als Beleidigung (mit sexuellem Hintergrund) gemäß § 185 Strafgesetzbuch strafbar. Ob sich der Belästigte subjektiv beleidigt fühlte oder nicht, war dabei nicht entscheidend. Da § 185 StGB kein Auffangtatbestand ist, fielen sexualbezogene Handlungen nur dann unter diese Vorschrift, wenn besondere Umstände einen selbstständigen beleidigenden Charakter erkennen ließen. Sexuelle Belästigungen ohne körperliche Berührung sind auch heute nur strafbar, wenn sie eine Beleidigung darstellen.
Strafbar nach § 184i StGB ist die Berührung einer anderen Person „in sexuell bestimmter Weise“, die für das Opfer eine Belästigung darstellt. „Der Tatbestand soll die sexuelle Selbstbestimmung von Personen vor sexuell motivierten Körperberührungen schützen, die belästigend wirken.“ Strittig war, ob diese „sexuell bestimmte Weise“ rein objektiv, rein subjektiv oder gemischt objektiv-subjektiv zu bestimmen sei. Der Bundesgerichtshof hat sich für letztere Ansicht entschieden und parallelisiert die „sexuell bestimmte Weise“ mit der Sexualbestimmtheit der „sexuellen Handlung“ im Sinne des § 184 h Nr. 1 StGB. Danach „könne eine Berührung sowohl objektiv – nach dem äußeren Erscheinungsbild – als auch subjektiv – nach den Umständen des Einzelfalls – sexuell bestimmt sein, wobei es allerdings nicht ausreiche, dass die Handlung allein nach der subjektiven Vorstellung des Täters sexuellen Charakter habe“. „Eine Berührung in sexuell bestimmter Weise ist demnach zu bejahen, wenn sie einen Sexualbezug bereits objektiv, also allein gemessen an dem äußeren Erscheinungsbild, erkennen lässt. Darüber hinaus können auch ambivalente Berührungen, die für sich betrachtet nicht ohne Weiteres einen sexuellen Charakter aufweisen, tatbestandsmäßig sein. Dabei ist auf das Urteil eines objektiven Betrachters abzustellen, der alle Umstände des Einzelfalls kennt; hierbei ist auch zu berücksichtigen, ob der Täter von sexuellen Absichten geleitet war. Insofern gilt im Rahmen von § 184 i I StGB nichts anderes als bei der Bestimmung des Sexualbezugs einer Handlung gem. § 184 h Nr. 1 StGB“. Erfasst sind insbesondere Berührungen der Intimsphäre, das heißt der Geschlechtsorgane, des Gesäßes und der weiblichen Brust; in der Regel auch Küsse auf den Mund.
Subjektiv müssen die Opfer sich „in ihrer sexuellen Selbstbestimmung nicht unerheblich beeinträchtigt und damit sexuell belästigt gefühlt haben“.
Kritisiert wird an dem Tatbestand, dass er zwar die Unsicherheit an der Erheblichkeitsschwelle der sexuellen Handlung beseitige, aber gleichzeitig eine Unsicherheit an einer neuen unteren Schwelle schaffe. Damit sei fraglich, ob dies noch mit dem strafrechtlichen Bestimmtheitsgebot in Einklang zu bringen sei.

##### Verhältnis zu anderen Strafnormen
Sexuelle Belästigung gemäß § 184i StGB ist ein Auffangtatbestand. Nach dem jetzigen Gesetzeswortlaut (damit seit dem 13. März 2020) greift er nur ein, sofern die Tat nicht nach anderen Strafnormen im gleichen Abschnitt, also nicht als Sexualstraftat mit Strafe bedroht ist. Zuvor trat Sexuelle Belästigung nach Ansicht u. a. des Bundesgerichtshofes gegenüber jeder anderen Strafnorm aufgrund der Subsidiaritätsklausel auf Ebene der Konkurrenzen zurück.
Von der Strafnorm erfasst sind Fälle, bei denen die Erheblichkeitsschwelle der sexuellen Handlung im strafrechtlichen Sinn (siehe § 184h StGB) noch nicht überschritten wurde. Schwere Fälle, bei denen eine „sexuelle Handlung“ vorliegt, sind seit dem 10. November 2016 als sexueller Übergriff bzw. Vergewaltigung, die einen besonders schweren Fall eines solchen sexuellen Übergriffs darstellt, im § 177 StGB mit Strafe bedroht.

##### Strafantrag
Von einem Strafantrag ist deshalb die Strafverfolgung normalerweise abhängig, weil die Straftat die Intimsphäre und damit einen „ausgesprochenen Privatbereich“ des Opfers berührt. Die Verfolgung soll daher vorrangig davon abhängen, was das Opfer entscheidet. Trotz fehlenden Strafantrags kann die Tat aber verfolgt werden, wenn die Staatsanwaltschaft das besondere öffentliche Interesse bejaht.
Das Delikt Sexuelle Belästigung ist damit ein relatives bzw. bedingtes Antragsdelikt.

#### Sexuelle Belästigung am Arbeitsplatz
Sexuelle Belästigung war vom 1. September 1994 bis zum 18. August 2006 laut dem Gesetz zum Schutz der Beschäftigten vor sexueller Belästigung am Arbeitsplatz (Beschäftigtenschutzgesetz – BeschSchG) „jedes vorsätzliche, sexuell bestimmte Verhalten, das die Würde von Beschäftigten am Arbeitsplatz verletzt“. Der Arbeitgeber bzw. Dienstvorgesetzte (bei Beamten) muss nach § 2 Satz 1 BSchG seine Mitarbeiterinnen und Mitarbeiter vor sexueller Belästigung schützen.
Die Definition, welcher Sachverhalt ein sexueller Übergriff ist und wo er beginnt, ist im Wesentlichen durch die einschlägigen Urteile der Arbeitsgerichte definiert. Ab dem 19. August 2006 gelten in dieser Rechtsangelegenheit die Bestimmungen des Allgemeinen Gleichbehandlungsgesetzes AGG § 3 Abs. 4 bzw. des Betriebsverfassungsgesetzes (BetrVG) § 75 Abs. 2.

##### Begriff
Sexuelle Belästigung am Arbeitsplatz ist eine Benachteiligung im Sinne des Allgemeinen Gleichbehandlungsgesetzes (AGG). In § 3 Abs. 4 AGG wird sie definiert als „ein unerwünschtes, sexuell bestimmtes Verhalten, wozu auch unerwünschte sexuelle Handlungen und Aufforderungen zu diesen, sexuell bestimmte körperliche Berührungen, Bemerkungen sexuellen Inhalts sowie unerwünschtes Zeigen und sichtbares Anbringen von pornographischen Darstellungen gehören, bezweckt oder bewirkt, dass die Würde der betreffenden Person verletzt wird, insbesondere wenn ein von Einschüchterungen, Anfeindungen, Erniedrigungen, Entwürdigungen oder Beleidigungen gekennzeichnetes Umfeld geschaffen wird.“
In § 2 Abs. 2 BeschSchG war noch von einem „vorsätzlichen“ und „erkennbar abgelehnten“ Verhalten die Rede. Durch die neue Formulierung „unerwünschtes“ wird klargestellt, dass die Ablehnung des Verhaltens durch die betroffene Person nicht ausdrücklich nach außen treten muss. „Maßgeblich ist allein, ob die Unerwünschtheit der Verhaltensweise objektiv erkennbar war“.

##### Beschwerde
Dem sexuell belästigten Arbeitnehmer/Bediensteten steht ein Beschwerderecht zu (§ 13 AGG). Arbeitgeber oder Vorgesetzter haben die Beschwerde zu prüfen und geeignete Maßnahmen zu treffen, um zu verhindern, dass sich die festgestellte sexuelle Belästigung wiederholt.
Damit ist vorgeschrieben bzw. gesetzlich vorausgesetzt, dass von Arbeitgeberseite eine Beschwerdestelle errichtet wird.

##### Maßnahme des Arbeitgebers/Dienstvorgesetzten
Der Arbeitgeber hat im Einzelfall angemessene arbeitsrechtliche Maßnahmen zu ergreifen. Es sind dies insbesondere Ermahnung, Abmahnung, Versetzung, ordentliche oder außerordentliche Kündigung.

##### Beispiele aus der Rechtsprechung
Ermahnung
- Einmalige Belästigung durch sexuelle Witze gegen den Willen des Betroffenen

Abmahnung
- Piksen, streicheln, hinterherpfeifen bei Kolleginnen oder Kollegen
- Sich in den Weg stellen mit sexuellen Anspielungen
- Zum wiederholten Mal den Arm um die Schultern eines Auszubildenden legen und ihn streicheln

Ordentliche Kündigung
- Einstellungsgespräche in einer Sauna
- Wiederholtes Umarmen eines Kollegen gegen seinen Willen

Außerordentliche Kündigung
- Wiederholtes Erzählen sexueller Witze und pornographischer Geschichten bei Kolleginnen oder Kollegen gegen deren Willen, um sie zu provozieren und sich selbst zu befriedigen
- Obszönes Ausfragen von Arbeitnehmerinnen und Arbeitnehmern nach sexuellen Aktivitäten in der vergangenen Nacht verbunden mit Berührungen an Geschlechtsteilen und obszönen Bemerkungen und Angeboten
- Exhibitionistische Handlungen (Siehe dazu auch § 183 StGB)

##### Zurückbehaltungsrecht
Wenn der Arbeitgeber/Dienstvorgesetzte keine oder offensichtlich ungeeignete Maßnahmen ergreift, dürfen die belästigten Beschäftigten ihr Zurückbehaltungsrecht ausüben. Das heißt, sie sind „berechtigt, ihre Tätigkeit ohne Verlust des Arbeitsentgelts einzustellen, soweit dies zu ihrem Schutz erforderlich ist“ (§ 14 AGG).

### Liechtenstein
Die maßgeblichen Vorschriften finden sich in § 203 Strafgesetzbuch (Liechtenstein) sowie im Gleichstellungsgesetz (Liechtenstein).

### Österreich
Die maßgeblichen Vorschriften finden sich in § 218 Strafgesetzbuch (Österreich) sowie im Gleichbehandlungsgesetz (Österreich).

### Schweiz
Sexuelle Belästigung ist in der Schweiz ein Straftatbestand (Art. 198 StGB) und wird, auf Antrag, mit Busse bis zu 10.000 Franken (vgl. Art. 106 StGB) bestraft. Schwere Fälle, bei denen eine „sexuelle Handlung“ vorliegt, werden seit dem 1. Juli 2024 als sexueller Übergriff Art. 189 StGB bzw. Vergewaltigung Art. 190 StGB bestraft.
Daneben weisen einige weitere Gesetze Bestimmungen zur sexuellen Belästigung auf. Das Diskriminierungsverbot fand 1981 Eingang in die Bundesverfassung (Art. 4 Abs. 2 aBV) und wurde in der revidierten Bundesverfassung in Art. 8 Abs. 2 übernommen. Das Verbot der sexuellen Belästigung am Arbeitsplatz ist auf Gesetzesebene im Bundesgesetz über die Gleichstellung von Frau und Mann (Gleichstellungsgesetz, GlG) vom 24. März 1995 enthalten und ist dort ein Element unter mehreren, welche die Diskriminierung im Erwerbsleben verbieten bzw. die Gleichstellung fördern sollen. Artikel 4 des Gleichstellungsgesetzes umschreibt den Sachverhalt, Artikel 5 definiert die Rechtsansprüche und Artikel 10 den Kündigungsschutz während des Beschwerdeverfahrens. Weitere Gesetzbestimmungen zum Verbot der sexuellen Belästigung finden sich in Art. 328 Abs. 1 Obligationenrecht (OR) sowie in Art. 6 Abs. 1 Arbeitsgesetz (ArG). Adressaten des Belästigungsverbotes sind, im Rahmen ihrer Verantwortung für den Schutz der Persönlichkeit, der psychischen und physischen Integrität wie auch der Gesundheit der Beschäftigten, ausschließlich die Arbeitgeber.

#### Prävention
Sowohl der Gesetzgeber wie auch die Praxis setzen neben dem gesetzlichen Verbot stark auf Prävention seitens der Arbeitgeber. Seit Mitte der 1990er Jahre hat sich in der Schweiz im Zusammenhang mit der Prävention gegen sexuelle Belästigung ein Set von Maßnahmen und Instrumenten etabliert. Dazu gehört im Wesentlichen die Information der Arbeitnehmer darüber, was unter sexueller Belästigung zu verstehen ist. Eine weitere wichtige präventive Maßnahme ist die explizite Erklärung seitens der Unternehmensführung, die besagt, dass sexuelle Belästigung im Betrieb nicht geduldet wird, dass die von sexueller Belästigung Betroffenen Unterstützung erhalten und gegen belästigende Personen Sanktionen ergriffen werden. Bisher sind es vor allem größere Unternehmen und öffentliche Verwaltungen, die zum Thema sexuelle Belästigung Reglemente eingeführt haben und Ansprechpersonen bezeichnen, die Opfer betriebsintern unterstützen. Daneben gibt es eine Reihe von öffentlich zugänglichen Beratungsstellen, die Opfer beraten und begleiten. Es handelt sich dabei um lokale oder regionale Sozialdienste, Fachstellen für Gleichstellung, Beratungsstellen für Frauen und Arbeit sowie kantonale Schlichtungsstellen.
Bei der Sensibilisierung der Arbeitgeber über deren Pflichten übernehmen die staatlichen Gleichstellungsfachstellen eine wichtige Funktion, indem sie informieren und Materialien bereitstellen, welche die Präventionsarbeit unterstützen.

#### Umgang mit Beschwerden
Belästigte Personen können aufgrund von Artikel 5 des Gleichstellungsgesetzes vor Gericht beantragen, dass eine Diskriminierung – wie sie die sexuelle Belästigung darstellt – festgestellt und in Zukunft unterlassen wird. Arbeitgeber können zur Entschädigungszahlungen und zur Leistung von Schadenersatz sowie Genugtuung verpflichtet werden. Die entsprechenden Gerichtsentscheide sind online dokumentiert und frei zugänglich.
Empfohlen wird jedoch, möglichst außergerichtliche Verfahren zu wählen. Dabei kann es sich um betriebsintern definierte Vorgehen handeln oder aber um das Anrufen der kantonalen Schlichtungsstellen, deren primär Aufgabe es ist, zwischen den Parteien zu vermitteln. Die Schlichtungsstellen haben sich in der Schweizerischen Konferenz der Schlichtungsstellen nach Gleichstellungsgesetz „SKS“ zusammengeschlossen.

### Belgien
In Belgien sind seit 2014 sexuelle Belästigung und Einschüchterung aufgrund des Geschlechts im öffentlichen Raum gesetzlich verboten und wurden zunächst mit Geldstrafe oder Gefängnisstrafe bis zu einem Jahr bestraft. Medien zufolge wurde das Gesetz als Reaktion auf den Dokumentarfilm Femme de la rue. Fünf Jahre nach der Einführung des Gesetzes berichteten Medien, dass es nur selten zu Anzeigen komme; das Gesetz sei nur wenig bekannt und die Beweislage und Täteridentifikation seien oft schwierig.
Seit 2022 drohen nach Artikel 417/7 und 417/8 Strafgesetzbuch bis zu fünf Jahre Gefängnisstrafe (hinsichtlich mildernder Umstände vgl. Art. 79–85).
Das ab 8. April 2026 geltende neue Strafgesetzbuch sieht bis zu vier Jahren Gefängnisstrafe vor (Artikel 134 und 135 i. V. m. Artikel 36).

### Portugal
In Portugal wird verbale sexuelle Belästigung mit einer Geldstrafe bis 120 Euro oder mit Haftstrafe bis zu einem Jahr bestraft.

### Australien
Universities Australia, eine Dachorganisation von 39 australischen Universitäten, erklärte in einer Veröffentlichung im August 2018, dass beispielsweise eine sexuelle oder romantische Beziehung eines Betreuers zu einer Doktorandin einen Interessenkonflikt darstellt und daher nicht gestattet ist.